# Chrysotrichia porsawan
Chrysotrichia porsawan är en nattsländeart som beskrevs av Chantaramongkol och Malicky 1986. Chrysotrichia porsawan ingår i släktet Chrysotrichia och familjen smånattsländor. Inga underarter finns listade i Catalogue of Life.